# 小庫普里亞尼夫卡
47°52′56″N 35°28′48″E / 47.88222°N 35.48000°E
小庫普里亞尼夫卡（烏克蘭語：Мала Купріянівка），2016年前叫基洛夫斯凱（烏克蘭語：Кіровське），是位於烏克蘭東南部的村莊，由扎波羅熱州扎波羅熱区的馬特維伊夫卡市鎮負責管轄。該村處於莫克拉莫斯科夫卡河畔，面積0.19平方公里，2001年人口71。